# Brottsta

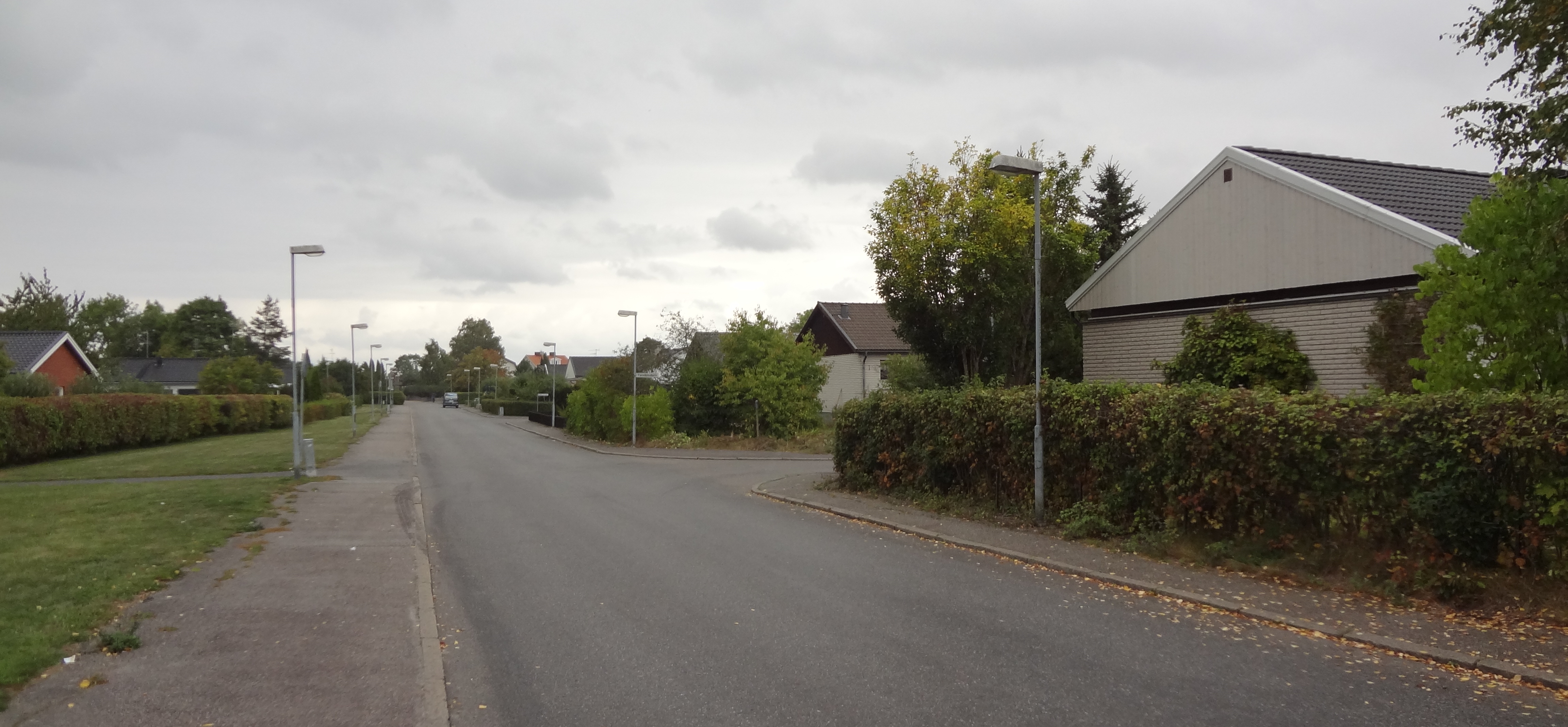
Västra infarten till Brottsta vid Stensättarvägen. Till höger går Tunnbindarvägen in.

Brottsta är en stadsdel i nordvästra Eskilstuna och en tidigare hållplats vid Norra Södermanlands Järnväg. Stadsdelen består till stor del av radhus och villor, bland annat 88 likadana byggda enplanhus längs Tapetserarvägen och Sedelmakarvägen. I området Lundby-Brottsta bor det cirka 1 500 personer.
I området finns frisersalong och en närbelägen kommunal förskola. Tidigare fanns Mariakyrkan tillhörande Svenska kyrkan längs Västeråsvägen men den är numera avsakrifierad och såld till Studiefrämjandet.
Gården Brottsta (samt gården Ekeby) köptes 1927 av Eskilstuna stad av Torshälla socken.